# 泰兰河畔巴拉尼
泰蘭河畔巴拉尼（法語：Balagny-sur-Thérain，法語發音：[balaɲi syʁ teʁɛ̃]）是法国瓦兹省的一个市镇，属于桑利斯区。

## 地理
泰兰河畔巴拉尼（49°17'43"N, 2°20'11"E）面积6.8 平方千米，位于法国上法蘭西大區瓦兹省，该省份为法国北部内陆省份，北起索姆省，西接厄尔省和滨海塞纳省，南至塞纳-马恩省和瓦兹河谷省，东临埃纳省。
与泰兰河畔巴拉尼接壤的市镇（或旧市镇、城区）包括：穆伊、比里、锡尔莱梅洛、富朗格、于利圣乔治。

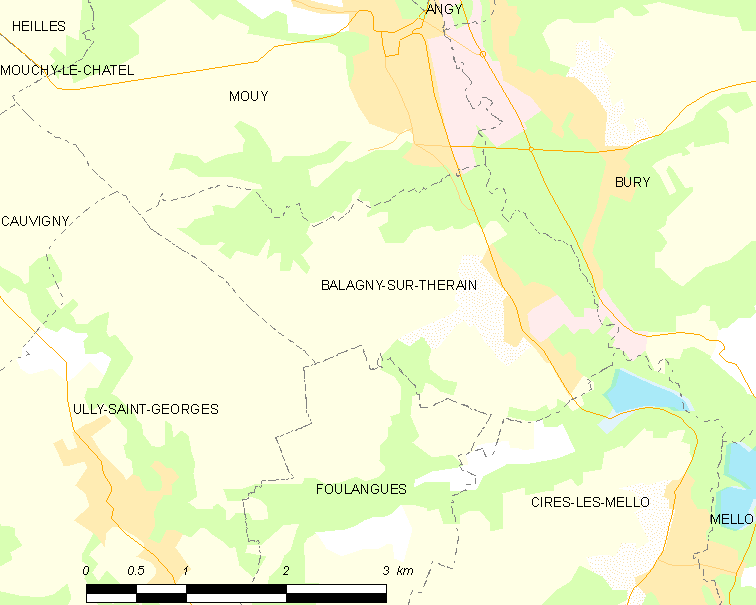
泰兰河畔巴拉尼的OSM定位图

泰兰河畔巴拉尼的时区为UTC+01:00、UTC+02:00（夏令时）。

## 行政
泰兰河畔巴拉尼的邮政编码为60250，INSEE市镇编码为60044。

## 政治
泰兰河畔巴拉尼所属的省级选区为蒙塔泰尔县。

## 人口

1962-2008年间泰兰河畔巴拉尼人口变化图示

泰兰河畔巴拉尼于2022年1月1日时的人口数量为1639人。